# Arthur Ashkin
Arthur Ashkin   (Brooklyn, 2 de setembre de 1922 - Rumson, 21 de setembre de 2020) fou un físic estatunidenc reconegut per la invenció de les pinces òptiques el 1986 que s'utilitzen per manipular àtoms, molècules, virus i cèl·lules biològiques. Per aquesta recerca fou guardonat amb el Premi Nobel de Física 2018.

## Vida
Ashkin era fill d'Isadore Ashkin (nascut Aschkinase), immigrant jueu rus que havia emigrat des d'Odessa, actual Ucraïna, i que s'establí a la ciutat de Nova York, i d'Anna Ashkin també immigrant russa. Estudià a la Universitat de Colúmbia, on ja el primer any començà a treballar com a tècnic en la construcció de magnetrons per als dispositius de radar de l'exèrcit nord-americà. Durant el seu segon any de carrera, malgrat ser reclutat per l'exèrcit passà a la reserva per seguir treballant al laboratori durant la resta de la Segona Guerra Mundial. El 1947 s'hi graduà i anà estudiar física nuclear a la Universitat de Cornell per consell del seu germà Julius Ashkin (1920-1982), físic nuclear que havia treballat al Projecte Manhattan amb Richard Feynman i Hans Bethe, tots dos a Cornell. Després d'acabar el seu doctorat, el 1952 rebé una invitació per treballar als Laboratoris Bell a Murray Hill, Nova Jersey, estudiant les microones. El 1961 canvià la seva recerca i es dedicà a l'estudi dels làsers iniciant treballs en oscil·ladors paramètrics i propietats no lineals de fibres òptiques. El 1967 es traslladà a una altra instal·lació dels Laboratoris Bell a Holmdel. Arthur Ashkin es jubilà el 1992, però seguí la seva recerca al seu laboratori particular, que comptava amb alguns dels mateixos equips que utilitzà durant la seva llarga i productiva carrera.

## Obra
A Holmdel descobrí que podia empènyer esferes de làtex de petites dimensions (micròmetres) a través de l'aigua mitjançant un raig làser. El 1970 proposà que la pressió de radiació permet atrapar i manipular micropartícules. Posteriorment, el 1986, inventà el concepte modern de pinces òptiques, que consisteix en emprar llum làser per atrapar partícules, molècules i àtoms. La seva aplicació més rellevant ha sigut en el camp de la biologia, on s'empra per atrapar virus, bacteris i cèl·lules vives. En cèl·lules eucariotes també s'empra per manipular orgànuls.
El 2018 fou guardonat amb el Premi Nobel de Física per aquestes investigacions, premi que compartí amb Gérard Mourou i Donna Strickland.